# داگلاس ماری (نویسنده)

## پیشینه
موری به عنوان یک محافظه‌کار، یک نومحافظه‌کار و منتقد اسلام توصیف شده‌است. نظرات و ایدئولوژی او توسط منابع متعدد دانشگاهی و روزنامه‌نگاری با ایدئولوژی‌های سیاسی راست رادیکال مرتبط شده‌است. موری همچنین به ترویج نظریه‌های توطئه راست افراطی و اسلام‌هراسی بودن متهم شده‌است، اگرچه خود موری این موضوع را رد کرده‌است.